# 肯辛顿（奥林匹亚）站
肯辛顿（奥林匹亚）站（英語：Kensington (Olympia) station）是一个伦敦地铁，地上铁以及英国国铁车站，位于伦敦地铁区域线肯辛顿（奥林匹亚）支线，可在伯爵阁站换乘区域线其他支线。伦敦地上铁方面，肯辛顿（奥林匹亚）站位于伦敦地上铁西伦敦线，可在牧者叢站和卫斯顿交汇站换乘伦敦地铁中央线和伦敦地上铁沃特福德直流电铁线，北伦敦线，也可在克拉珀姆交汇站换乘南内伦敦线。本站同时也是英国国铁车站，运营米尔顿凯恩斯至南克洛顿和本站至旺茲沃思路的国铁线路。